# Крістіан Дяконеску
Крістіан Дяконеску (рум. Cristian Diaconescu; *2 липня 1959, Бухарест) — румунський політик, дипломат, юрист.
Колишній віце-президент сенату, був міністром юстиції в уряді Адріана Настасе (з 10 березня по 28 грудня 2004) і міністром закордонних справ в уряді Еміля Бока (2008—2009). З 24 січня 2012 був призначений міністром закордонних справ в уряді Бока. Колишній міністр закордонних справ в уряді Міхая Резвана Унгуряну.
Був радником президента Траяна Бесеску з травня 2012 до 30 квітня 2014.

## Навчання
В 1983 закінчив  юридичний факультет Бухарестського університету. У тому ж році був призначений суддею сільськогосподарського районного суду; 1984–1990 був суддею 4-го окружного суду Бухареста. У 2007 Дяконеску захистив докторську дисертацію в галузі права міжнародної торгівлі в Академії економічних досліджень.

## Професійна кар'єра
У період з 1990 - 2000 займав різні посади в Міністерстві закордонних справ в тому числі:
- Координатор відділу політико-військового співробітництва МЗС ОБСЄ;
- Дипломат Постійного представництва Румунії при міжнародних організаціях у Відні, заступник глави місії з політико-військової безпеки ОБСЄ;
- Директор структур ОБСЄ та субрегіонального співробітництва з Міністерством закордонних справ;

У 2000, приймаючи до уваги його досвід в міжнародних переговорах, МЗС довірило Дяконеску важливу міжнародну місію, призначивши його заступником генерального секретаря Організації Чорноморського економічного співробітництва (ОЧЕС).
Паралельно своїй професійній кар'єрі, Дяконеску займався викладацькою і науковою  діяльностю як один із засновників Фонду Jamestown Foundation. У 2007 Дяконеску отримав науковий ступінь в області права.
З 2002 член СДП, в цьому ж році разом з іншими депутатами  соціал-демократичної партії, заснував UNPR і  був обраний його почесним президентом з моменту створення, пізніше був висунутий  як кандидат на пост президента Румунії.

## Політична кар'єра
Був  міністром в урядах:
- Адріана Настасе (березень 2004 - грудень 2004);
- Еміля Бока (грудень 2008 - жовтень 2009);
- Міхая Резвана Унгуряну (березень 2012 - травень 2012).

### Міністр юстиції
У березні 2004 Дяконеску був призначений міністром юстиції з метою проведення переговорів в процесі приєднання Румунії до Європейського Союзу.
Дяконеску займав пост віце-президента з прав людини і голови оборони громадського порядку і національної безпеки Сенату і заступника голови Сенату.

### Кандидатура на місцевих виборах 2008
На місцевих виборах у квітні 2008 був кандидатом від СДП на пост мера Бухареста. Він зайняв третє місце в першому турі з 12,33 % голосів. Його обійшли Сорін Опреску (30,12 %), який був обраний мером в другому турі, і Василе Блага (29,56 %).

### Міністр закордонних справ
З грудня 2008 займав посаду міністра закордонних справ в першому уряді на чолі з Емілем Бок, восени 2009 пішов з уряду, у відповідь на звільнення міністра внутрішніх справ Дена Ніка.

### UNPR
Дяконеску  разом зі своїм колишнім колегою по партії Габріелем Опря заснували нову  політичну партію лівого спрямування під назвою Національний союз за прогрес Румунії і вже на першому з'їзді 30 квітня 2010 Дяконеску був обраний почесним президентом нової партії.
З лютого 2011 є одним з чотирьох заступників Голови Сенату. Рік по тому, в січні 2012 був призначений міністром закордонних справ в уряді Еміля Бока, а потім (після відставки Бока) залишився на цій посаді, щоб продовжити свою роботу в уряді на чолі з Міхаєм Резван Унгуряну.

### Фонд народного руху
Дяконеску був одним з ініціаторів створення Фонду народного руху. 7 червня 2014 на позачерговому з'їзді партії, Дяконеску був обраний кандидатом на пост президента. 11 червня 2014 був обраний президентом Фонду народного руху.